# Tạ Đạo Uẩn
Tạ Đạo Uẩn (chữ Hán: 謝道韞; không rõ sinh mất), lại có thuyết tên Thao Nguyên (韜元), biểu tự Lệnh Khương (令姜), Tấn thư lại nói biểu tự vốn là Đạo Uẩn, được biết đến là một tài nữ thời Đông Tấn, nổi tiếng với tài học hơn người. Bà là vợ của Vương Ngưng Chi (王凝之), con trai của Thư pháp gia trứ danh Vương Hi Chi.
Trong lịch sử cổ đại Trung Hoa, bà cùng Ban Chiêu và Thái Diễm thường được gọi là những tài nữ xuất sắc, có tài về thơ, phú, thường được đề cập đến để chỉ những phụ nữ tài năng. Trong Đoạn trường tân thanh của Nguyễn Du, đoạn thuật nàng Kiều sang chỗ ở của Kim Trọng và đề thơ trên bức tranh, Kim Trọng khen nàng: "Khen tài nhả ngọc phun châu. Nàng Ban, ả Tạ cũng đâu thế này"; chính là để nói đến Ban Chiêu và Tạ Đạo Uẩn.

## Thân thế
Tạ thị xuất thân danh môn đương thời là Trần Quận Tạ thị (陈郡谢氏), người quận Trần, Dương Hạ (阳夏; nay là huyện Thái Khang, tỉnh Hà Nam). Ông nội bà là Tạ Bầu (謝裒), cha bà là Tạ Dịch (謝奕), đương khi ấy lãnh An Tây tướng quân, kiêm Thứ sử Dự Châu; Tạ Dịch là anh trai của Tể tướng Tạ An thời Đông Tấn, ngoài ra còn là anh họ của Thượng thư phó xạ Tạ Thượng (谢尚). Mẹ Tạ Đạo Uẩn là Nguyễn Dung (阮容), người cùng tộc với Nguyễn Tịch (阮籍) và Nguyễn Hàm (阮咸).
Trong nhà bà có bảy người anh em trai: Tạ Huyền, Tạ Ký Nô (谢寄奴), Tạ Uyên (谢渊), Tạ Tĩnh (谢靖), Tạ Hoát (谢豁), Tạ Du (谢攸), Tạ Tham Viễn (谢探远), Tạ Tham (谢康). Có ba người em gái là Tạ Đạo Vinh (谢道荣), Tạ Đạo Xán (谢道粲) và Tạ Đạo Huy (谢道辉), Tạ Đạo Uẩn là trưởng nữ.

## Hôn nhân
Tạ An rất yêu mến đứa cháu gái tài hoa xinh đẹp, nên hết sức chú ý tìm chỗ xứng đáng cho bà. Cuối cùng, ông quyết định chọn Vương Ngưng Chi (王凝之), là con trai thứ của nhà Thư pháp Vương Hi Chi để gả cháu gái. Vương Ngưng Chi rất hiền lành, lễ phép, trung hậu nhưng xét về tài học thì không thể nào sánh nổi Tạ Đạo Uẩn. Nhưng vì giao tình của hai nhà Vương-Tạ lúc bấy giờ rất thân thiết, tốt đẹp, nên Tạ An quyết định như thế.
Sau hôn lễ, Tạ Đạo Uẩn tìm gặp chú Tạ An để than phiền về năng lực của chồng mình, tuy có hiền hậu nhưng tài ba lại chẳng có gì. Chú Tạ An nói:"Vương lang là con trai của Dật Thiểu (chỉ Vương Hi Chi), gia đình quả là môn đăng hộ đối, chàng ta nhân phẩm rất tốt, cháu còn phàn nàn nỗi gì?". Bà liền đáp: "Thưa chú, cả nhà họ Tạ chúng ta, trên dưới ai nấy đều là người có tài văn chương nhả ngọc phun châu cả. Con không thể nào chịu nổi, nếu như một ngày nào đó, nhà họ Tạ lại có những con người tài ba như Vương Ngưng Chi!". Sau đó, Tạ Đạo Uẩn thường thay chồng tiếp khách văn chương, đàm luận thi phú. Bà tỏ ra là người hoạt bát, thông suốt nhiều vấn đề, lập luận vững chắc làm nhiều tay danh sĩ đương thời phải phục. Em chồng của Tạ Đạo Uẩn là Vương Hiến Chi, người học giỏi nhưng lập luận kém cỏi, thiếu hoạt bát nên trong khi biện luận thường bị khách áp đảo. Tạ Đạo Uẩn sợ em chồng mất giá trị nên bảo thị tỳ thưa với Hiến Chi làm một cái màn che lại, bà sẽ ngồi sau để nhắc Hiến Chi trong khi biện luận với khách. Vương Hiến Chi nhờ đó mà chinh phục được khách và nổi danh, được nhiều người kính phục.
Về sau, Tạ An tiến cử Vương Ngưng Chi lên làm quan Nội sử ở Cối Kê. Chẳng may, gặp loạn dữ Tôn Ân xâm chiếm thành, Vương Ngưng Chi xử trí tình huống không thỏa đáng, giặc vào được thành và giết chết. Trước đó, Tạ Đạo Uẩn từng cảnh báo chồng mình nên gia tăng phòng bị, nhưng đều bị Ngưng Chi gạt ra, Tạ Đạo Uẩn đành phải tự mình chiêu mộ mấy trăm gia đinh mỗi ngày tăng thêm huấn luyện.
Đến khi Ngưng Chi thất bại mà chết, bạo quân tràn vào thanh tàn sát, Tạ Đạo Uẩn vẫn bình tĩnh, gan dạ, cầm gươm chống cự với kẻ địch một cách hiên ngang. Trong tay Tạ Đạo Uẩn khi ấy ôm cháu ngoại Lưu Đào, quân Tôn Ân toan giết, Đạo Uẩn bèn quát:"Chuyện liên quan đến họ Vương, có liên quan gì đến nó?! Muốn hại đến nó, chi bằng giết ta trước!". Tôn Ân trước đây nghe tiếng Tạ Đạo Uẩn, bây giờ thấy khí khái bất phàm cũng cảm phục, lệnh đưa cả nhà bà về Cối Kê. Từ đó Tạ Đạo Uẩn vẫn ở lại thành Cối Kê để thủ tiết thờ chồng, trọn đời không cải giá, đóng cửa phủ không đi đâu. Thái thú mới của Cối Kê là Lưu Liễu, sau loạn Tôn Ân đến tư trạch của họ Vương để hỏi bái Đạo Uẩn, sau khi ra về có nói:"Vương phu nhân thanh tao cao xa, chân thành cảm động, Liễu này được một buổi đàm luận thật là ân huệ to lớn!". Tạ Đạo Uẩn về già viết không ít thi thư luận văn, cũng truyền lại đời sau.

## Điển tích
Tạ Đạo Uẩn nổi tiếng thông minh, có nhan sắc tuyệt trần, học rộng, có tài biện luận, giỏi thơ văn. Tạ Dịch người đất Dương Hạ, chú Tạ Đạo Uẩn là Tể tướng Tạ An thường hỏi Kinh thi, bà đều trả lời rành rọt. Bà là người phụ nữ được cùng xướng danh với Mạnh Hạo Nhiên – Thịnh Đường, công khai đàm luận Huyền học với danh sĩ.
Đương thời Tạ Đạo Uẩn cực giỏi về thi văn, sớm có tiếng. Một lần thúc phụ Tạ An có hỏi bà rằng:"Trong Mao thi, câu nào hay nhất?". Đạo Uẩn bèn đáp:"Cát phủ tác tụng, mục như thanh phong. Trọng sơn phủ vĩnh hoài, dĩ úy kỳ tâm". Nhân một hôm về mùa đông, tuyết rơi lả tả, Tạ An ngồi uống rượu nóng có cả hai cháu là Tạ Lãng (謝朗) và Đạo Uẩn ngồi hầu bên. Tạ An liền chỉ tuyết, hỏi: "Tuyết rơi giống cái gì nhỉ?".
Tạ Lãng đáp: "Muối trắng ném giữa trời". Thế nhưng, Tạ Đạo Uẩn liền bảo: "Thế mà chưa bằng [Gió thổi tung tơ liễu]". Tạ An khen Tạ Đạo Uẩn là thông minh, nhiều ý hay, tư tưởng đẹp. Ông lại thường chỉ Đạo Uẩn mà bảo các con cháu rằng: "Nếu là trai, Tạ Đạo Uẩn sẽ là bậc công khanh". Về sau, điển tích này trở nên nổi tiếng, lưu truyền rất rộng rãi, được gọi là [Vịnh nhứ chi tài; 詠絮之才].
Về phương diện học vấn, Tạ Đạo Uẩn cùng Ban Chiêu và Thái Diễm thường được người đời sau ca ngợi là những bậc tài nữ có học vấn cao thâm, giỏi về thơ, văn; "Vịnh nhứ chi tài" từ đó cũng thường để nói về những cô gái tài năng có khả năng thơ văn. Trong Tam tự kinh, có câu: "Thái Văn Cơ, năng biện cầm. Tạ Đạo Uẩn, năng vịnh ngâm", để nói lên cái tài của Tạ Đạo Uẩn.

## Tác phẩm
Tạ Đạo Uẩn giói về thơ văn, tương truyền am hiểu 5 thể loại: thơ, phú, lụy (诔), tụng (讼), truyện. Theo Tùy thư - Kinh tịch chí, Tạ Đạo Uẩn có một thi tập gồm 2 quyển, nhưng đã thất lạc. Hiện tại, tác phẩm của bà chỉ còn một bài Thái sơn ngâm (泰山吟) chép trong Nghệ văn loại tụ (艺文类聚).
| 泰山吟 ... 峨峨东岳高， 秀极冲青天。 岩中间虚宇， 寂寞幽以玄。 非工非复匠， 云构发自然。 器象尔何物， 遂令我屡迁。 逝将宅斯宇， 可以尽天年。 | Thái sơn ngâm ... Nga nga đông nhạc cao, Tú cực xung thanh thiên. Nham trung gian hư vũ, Tịch mịch u dĩ huyền. Phi công phục khí tượng, Vân cấu thành tự nhiên. Khí tượng nhĩ hà nhiên ? Toại lệnh ngã lâu thiên. Thệ tướng trạch tư vũ, Khả dĩ tận thiên niên. |